# پیر ترنتن
پیر ترنتن (فرانسوی: Pierre Trentin‎؛ زادهٔ ۱۵ مهٔ ۱۹۴۴) ورزشکار دوچرخه‌سواری پیست اهل فرانسه است.
او برنده جوایزی همچون لژیون دونور شده‌است.
ترنتن در مسابقات کشوری و بین‌المللی در مجموع برندهٔ ۵ مدال طلا، ۳ مدال نقره، ۷ مدال برنز شده‌است.